# Lomographa perapicata
Lomographa perapicata är en fjärilsart som beskrevs av Eugen Wehrli 1924. Lomographa perapicata ingår i släktet Lomographa och familjen mätare. Inga underarter finns listade i Catalogue of Life.